# Huisgemeente
Een huisgemeente of huiskerk is een gemeenschap van christenen die in een kleine groep bijeenkomen om gezamenlijk een vorm van christelijke eredienst te houden, vaak in een woonhuis, zonder dat ze een officieel (onderdeel van een) kerkgenootschap vormen of een kerkgebouw hebben.

## Christenvervolging
Huisgemeenten worden al beschreven in het Nieuwe Testament. Vooral in de eerste eeuw waren de christenen nog een kleine groep gelovigen die soms vervolgd werden en bovendien niet de financiële middelen hadden voor grote gebouwen. Gedurende de hele geschiedenis waren er altijd christenen die vervolgd werden en in het geheim bij elkaar kwamen in huiskerken. Dit komt ook nu voor in landen waar in meer of mindere mate christenvervolging of -onderdrukking plaatsvindt, bijvoorbeeld in de voormalige Sovjet-Unie van de 20e eeuw, in China of in streng islamitische landen waar de staat en/of de bevolking intolerant tegenover christenen zijn. In deze landen is de reden meestal dat men niet openlijk het christendom mag belijden of alleen op een door de staat verordonneerde manier, of dat het zelfs wettelijk verboden is en men daarom in het verborgene moet werken.
In landen waar het christendom wel ongehinderd beleden mag worden, komen echter ook huisgemeenten voor. Niet alleen omdat de gelovigen daar meer vrijheid ervaren (ten opzichte van de situatie in meer geïnstitutionaliseerde kerken), maar vooral om een hechtere gemeenschap te beleven.

## Bijbels principe
Een belangrijke reden voor het huisgemeente zijn in de 'vrije wereld' is dat men terug wil gaan naar het Bijbelse principe van gemeente zijn zoals beschreven in het Nieuwe Testament. De Bijbel kent geen kerken met voorgangers. Gewoonlijk komt men per toerbeurt bij een gemeentelid thuis bij elkaar of in een daarvoor geschikte particuliere grotere ruimte. Er zijn over het algemeen geen vastgestelde belijdenissen, kerkorde etc., maar wel een zekere gegroeide consensus over wat en hoe men gelooft. Bovendien is er niet veel organisatie en geld nodig voor structuren. Het zijn vooral gemeenten van protestantse origine, maar katholieke huisgemeenten komen ook voor.

## Risico's
Het kan gebeuren dat deelname aan een huisgemeente leidt tot het vormen van een groep met een afwijkende en persoonlijke interpretatie van de Bijbel. Soms gebeurt het dat onder leiding van religieuze leiders met sterke overtuigingen nieuwe stromingen of zelfs sekten ontstaan.